# Ispartaspor
Ispartaspor was een Turkse voetbalclub uit Isparta. Het tenue bestond uit roze en groen. Ispartaspor speelde zijn thuiswedstrijden in het Atatürk Şehir Stadion, waar 10.000 toeschouwers binnen konden. De rivaal van de club was Afyonkarahisarspor. De club trok zich op 19 januari 2014 terug uit de Bölgesel Amatör Lig om de deuren voor altijd te sluiten.

Isparta ligt in de Middellandse Zeeregio.

## Supporters groepen
- 32 Gençlik
- 32 Gençlik Lise Tayfa
- İstasyonmeydan
- IsparTAyfa